# Vermögensrechnung
Der Begriff Vermögensrechnung stammt aus der Haushaltswirtschaft und ist ein Teil der doppischen Haushaltsführung in der öffentlichen Verwaltung mit struktureller Bezugnahme auf die Bilanz nach HGB sowie mit Verknüpfungen zu den zwei anderen Teilen, der Ergebnis- und Finanzrechnung (Drei-Komponenten-Rechnungswesen). Unterschiede zwischen der Vermögensrechnung und der kaufmännischen Bilanz zeigen sich lediglich in der Bilanzdarstellung und den Bewertungsmöglichkeiten.
In einigen öffentlichen Verwaltungen findet diese Berechnung vorrangig zum Jahresabschluss statt, um später die Differenz zwischen Vermögen und Kapital darzustellen und so Fehl- oder Mehrbetrag zu ermitteln. Viele öffentliche Verwaltungen haben Kraft gesetzlicher Vorgaben die Kameralistik durch die Doppik ersetzt, aber die Umsetzung bereitet weiterhin Probleme.
Auch im Rahmen der Volkswirtschaftliche Gesamtrechnungen wird eine Vermögensrechnung (VGR) durchgeführt.

## Prinzip
In der Vermögensrechnung werden die Aktiva- und Passiva-Seite gegenübergestellt (ähnlich wie bei der Bilanz). Dabei werden Konten auf zwei Seiten einer Tabelle aufgeführt, die jeweils der Aktiv- und der Passiv-Seite zugeordnet werden. Vermögen befindet sich auf der Aktiv-Seite während sich Kapital (zum Beispiel Eigenkapital und Fremdkapital) auf der Passiv-Seite befinden.
Hat das Eigenkapital, das aus der Summe des Vermögens auf der Aktivseite abzüglich des Fremdkapitals auf der Passiv-Seite berechnet wird, einen negativen Wert, so besteht für das berechnete Haushaltsjahr ein entsprechender Fehlbetrag. Ist dieser Wert positiv, so handelt es sich um einen deckenden Haushalt und die Verwaltung hat gut gewirtschaftet.

## Gliederung der Vermögensrechnung

### Aktiva
Auf der Aktiva-Seite werden dargestellt:
- Umlaufvermögen
- Anlagevermögen
- aktive Rechnungsabgrenzungsposten

### Passiva
Auf der Passiva-Seite werden dargestellt:
- Eigenkapital (in der kommunalen Doppik: Kapitalposition)
- Sonderposten
- Fremdkapital (Verbindlichkeiten, Rückstellungen)
- passive Rechnungsabgrenzungsposten